# Flic de choc (film, 2001)
Pour les articles homonymes, voir Flic de choc.
Pour plus de détails, voir Fiche technique et Distribution.
Flic de choc (वन टू का फोर, One 2 Ka 4) est un film indien réalisé par Shashilal K. Nair sorti en 2001.

## Synopsis
Javed et Arun font équipe au sein de la brigade des stupéfiants de Bombay. Une profonde amitié les unit bien que tout les oppose : Javed, veuf, est un père attentionné menant ses enquêtes autant avec sa tête qu'avec son arme tandis qu'Arun, célibataire endurci que les enfants de Javed exaspèrent, est avide d'action et n'hésite pas à brutaliser les suspects. Ils traquent sans relâche KKV, baron de la drogue, qu'ils réussissent enfin à arrêter, mais qui, faisant jouer ses relations, est rapidement libéré. Poursuivant leur enquête, ils investissent la planque de KKV et au cours de l'opération Javed est abattu
Par amitié pour son coéquipier, Arun recueille les quatre orphelins, mais ceux-ci le rejettent et, incapable de gérer la situation, il fait appel à Geetha qui réussit immédiatement à capter la confiance de la fratrie. Une nouvelle vie de famille prend corps peu à peu alors qu'Arun et Geetha tombent amoureux l'un de l'autre. Parallèlement, Arun continue son enquête, de plus en plus convaincu qu'une "taupe" renseigne les truands et que Geetha, qu'il a aperçue dansant avec KKV dans une boite de nuit, n'est peut-être pas la jeune punjabi écervelée qu'elle veut paraître.

## Commentaires
One 2 ka 4 offre à Shahrukh Khan son premier rôle de policier, il lui permet également de former pour la huitième fois un couple avec Juhi Chawla après, entre autres, Darr (1993), Ram Jaane (1995), Yes Boss (1997) et Phir Bhi Dil Hai Hindustani (2000). Cette longue collaboration les amène à fonder la maison de production Dreamz Unlimited avec Aziz Mirza en 1999.
Le scénario du film est largement inspiré de Un bon flic (1991) de Heywood Gould avec Michael Keaton. Malgré, ou à cause, de cela, One 2 ka 4 a été un échec populaire et critique.
Plusieurs scènes du film ont été tournées en Malaisie. Il en fut de même pour Don - The Chase Begins Again. Cela, ajouté à la popularité de l'acteur dans la péninsule, a valu à Shahrukh Khan d'être décoré en 2008 du titre de Datuk en remerciement de la promotion assurée au pays et à son tourisme.

## Fiche technique
- Titre : Flic de choc
- Titre original : वन टू का फोर (One 2 Ka 4)
- Réalisation : Shashilal K. Nair
- Scénario : Manoj Lalwani et Raaj Kumar Dahima
- Musique : A.R. Rahman
- Photographie : S. Kumar
- Cascades : Mehmood Bakshi et Mahendra Verma
- Langue : hindi
- Pays : Inde
- Durée : 178 minutes
- Date de sortie : 2001

## Distribution
- Shahrukh Khan : Arun Verma
- Juhi Chawla : Geeta Choudhary
- Jackie Shroff : Javed Abbas
- Nirmal Pandey : Krishan Kant Virmani, KKV
- Dilip Joshi : Champak

## Musique
Le film comporte six chansons chorégraphiées par Farah Khan, Ahmed Khan ou Ganesh Hegde et dont les paroles sont de Mehboob et Majrooh Sultanpuri et la musique de A.R. Rahman : 
- Sona Nahin Na Sahi interprétée par Alka Yagnik et Udit Narayan
- Khamoshiyan Gun Gunane interprétée par Lata Mangeshkar et Sonu Nigam
- Osaka Muraiya interprétée par Sonu Nigam et Rageshwari
- I am sorry interprétée par Udit Narayan, Srinivas et Poonam Bhatia
- Dil Ki Baazi Laga interprétée par Alka Yagnik et Sonu Nigam
- Allay Allay interprétée par Sukhwinder Singh et Shaan